# Whitwell (Rutland)
Pour les articles homonymes, voir Whitwell.

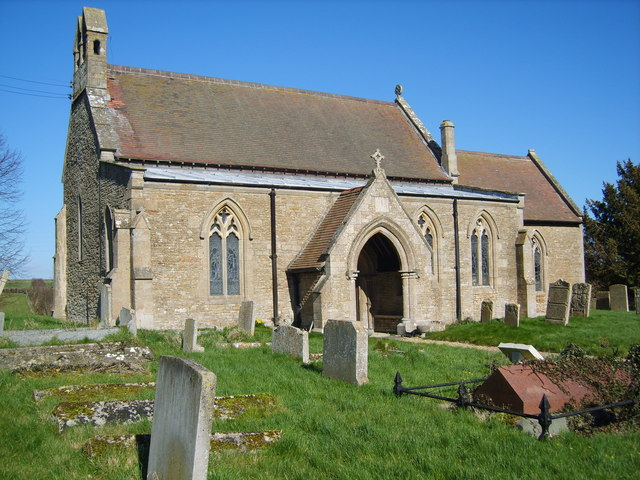
L'église paroissiale de Whitwell.

Whitwell est un village du comté de Rutland, en Angleterre, dans les Midlands de l'Est.
Whitwell se trouve à six kilomètres à l'est de Oakham, sur la rive nord de Rutland Water. C'est une zone de plaisance et de sports aquatiques. En 2001 sa population était de 42 habitants.

## Jumelage avec Paris?
La commune de Whitwell est surtout connue pour le jumelage qu'elle prétend avoir conclu avec la capitale de la France, Paris. Le conseil de la paroisse, cherchant un moyen de faire connaître le village, aurait écrit au maire de Paris, qui était alors Jacques Chirac, afin de lui proposer le jumelage des deux cités. Ne recevant pas de réponse, il aurait écrit une dernière lettre informant le maire de Paris qu'une absence de réponse serait considérée comme une acceptation. Depuis, un panneau annonce à l'entrée du village le jumelage de Whitwell avec la capitale française. Rappelons que Paris est jumelé de manière exclusive avec Rome, et n'accepte donc aucun autre jumelage, ne signant avec d'autres communes étrangères que des accords de coopération.